# Escut de Terrades
L'escut oficial de Terrades té el següent blasonament:
Escut caironat: d'atzur, una arpa d'argent. Per timbre, una corona mural de poble.

## Història
Va ser aprovat el 21 de maig de 1993.
L'arpa és el senyal tradicional de l'escut del poble, i és l'atribut de santa Cecília, la patrona local.